# مسقفات مأمولة
المسقفات المأمولة (الاسم العلمي:†Elpistostegidae) هي فصيلة منقرضة من أشباه رباعيات الأطراف التي عاشت خلال أواخر مرحلة الغيفتي إلى أوائل مرحلة الفراسني من العصر الديفوني المتأخر. وفقًا لعالم الحفريات ريتشارد كلوتييه من ريموسكي، فإن الأسماك من الجنس النمطي لهذه الفصيلة أي المسقفة المأمولة هي أقرب إلى رباعيات الأطراف من جنس التكتاليك.